# Halpe veluvana
Halpe veluvana is een vlinder uit de familie van de dikkopjes (Hesperiidae). De wetenschappelijke naam van de soort is voor het eerst geldig gepubliceerd in 1911 door Hans Fruhstorfer.